# Åsa Magnusson
Åsa Magnusson (* 26. September 1964) ist eine ehemalige schwedische Freestyle-Skierin. Sie war auf die nicht mehr ausgetragene Disziplin Ballett spezialisiert und gewann 1997 im Rahmen der Weltmeisterschaften die Silbermedaille. Im Weltcup gelangen ihr 13 Podestplätze.

## Biografie
Åsa Magnusson, die ihre Karriere im Skiverein aus Västerås begann, gewann 1987 ihren ersten von fünf Ballett-Staatsmeistertiteln in Serie. Am 18. Dezember desselben Jahres gab sie in La Plagne ihr Debüt im Freestyle-Skiing-Weltcup. Nach unauffälligen Ergebnissen belegte sie bei ihren ersten Weltmeisterschaften am Oberjoch Rang elf. Der Durchbruch an die Weltspitze gelang Magnusson im Winter darauf: In allen neun Weltcups klassierte sie sich unter den besten zehn und erreichte dabei drei dritte Plätze. In der Disziplinenwertung belegte sie ebenfalls Rang drei und schaffte damit ein Karrierehoch. Die folgende Saison beendete sie nach zwei weiteren dritten Plätzen als Disziplinensechste, bei den Weltmeisterschaften in Lake Placid wurde sie Fünfte.
Nach zwei Saisonen Pause kehrte Magnusson im Februar 1994 in den Weltcup zurück. In den Wintern danach konnte sie an frühere Erfolge anknüpfen und erreichte mehrere dritte Plätze. Bei den Weltmeisterschaften in La Clusaz wurde sie erneut Fünfte. Den größten Erfolg ihrer Karriere feierte sie bei den Weltmeisterschaften 1997 in Iizuna Kōgen, als sie hinter Oxana Kuschtschenko die Silbermedaille gewann. Ihr einziger zweiter Platz im Weltcup gelang ihr ausgerechnet in ihrem letzten Wettkampf am 13. März 1998 im Alter von 33 Jahren.

## Erfolge

### Weltmeisterschaften
- Oberjoch 1989: 11. Ballett
- Lake Placid 1991: 5. Ballett
- La Clusaz 1995: 5. Ballett
- Nagano 1997: 2. Ballett

### Weltcupwertungen
| Saison  | Gesamt | Gesamt | Ballett | Ballett |
| Saison  | Platz  | Punkte | Platz   | Punkte  |
| ------- | ------ | ------ | ------- | ------- |
| 1987/88 | –      | –      | 21.     | 1       |
| 1988/89 | 51.    | 1      | 19.     | 7       |
| 1989/90 | 9.     | 10     | 3.      | 57      |
| 1990/91 | 18.    | 8      | 6.      | 70      |
| 1993/94 | 65.    | 27     | 23.     | 216     |
| 1994/95 | 22.    | 79     | 5.      | 556     |
| 1995/96 | 16.    | 86     | 5.      | 600     |
| 1996/97 | 10.    | 89     | 4.      | 624     |
| 1997/98 | 9.     | 89     | 4.      | 356     |

### Weitere Erfolge
- 5 schwedische Meistertitel (Ballett 1987–1991)[1]